# 日本交通管理技術協会
公益財団法人日本交通管理技術協会（にほんこうつうかんりぎじゅつきょうかい、Japan Traffic Management Technology Association）は、型式認定審査等の交通管理に関する技術の研究開発及び普及、自転車の点検整備等安全利用の促進（自転車安全整備士)等を行っている日本の公益法人である。略称は管技協（かんぎきょう）。

## 概説
1978年（昭和53年）3月に財団法人として設立され、2011年（平成23年）4月に公益財団法人となった。昭和54年から自転車安全整備技能検定（講習検定）を実施している。
また、道路交通法及びその下位法令に基づき国家公安委員会が行う機器、機材等（いわゆるシニアカーや、三角表示板等）の型式認定に関して、国家公安委員会から「指定試験機関」としての指定を受け、型式認定試験審査を行っている。

## 事業
- 交通管理に関する技術の研究開発及び普及
- 自転車の点検整備等に関する技能検定及び証明等自転車の安全利用の促進
- 道路交通法令に基づく型式認定に関する試験
- JICAプロジェクトによる海外での交通管理に関する技術についての協力援助

## 沿革
- 1978年（昭和53年）3月 - 設立
- 1979年（昭和54年）10月 - 自転車の点検整備済TSマークの導入
- 1982年（昭和57年）4月 - TSマーク付帯保険導入
- 2011年（平成23年） 4月 - 公益財団法人へ移行